# Demografia da Eslováquia
A maioria dos habitantes da Eslováquia (cerca de 5,4 milhões de pessoas) é etnicamente eslovaca (86%). Os húngaros são a maior minoria étnica (10%) e estão concentrados nas zonas sul e leste do país. Na população estão presentes outros grupos étnicos, como os roma, os checos, os ruténios, os ucranianos,os austríacos, os alemães e os polacos. A percentagem de Roma é de 1,7%, de acordo com o último censo (baseado na auto-definição dos inquiridos), mas de cerca de 5,6% com base em entrevistas com representantes municipais e presidentes de câmara (ou seja: com base na definição do resto da população). Note, no entanto, que no caso de ser verdadeira a percentagem de 5,6%, as percentagens de húngaros e eslovacos acima são reduzidas em 4 pontos percentuais.
A constituição eslovaca garante liberdade religiosa. De acordo com dados do censo de 2011, a maioria dos cidadãos eslovacos (62%) pratica o catolicismo de rito latino. O segundo maior grupo considera-se ateísta (13,4%). Cerca de 7,7% são protestantes, 3,8% são greco-católicos (isto é, católicos de rito oriental) e 0,9% são ortodoxos (e 10,6% sem resposta). Da população de judeus que se estimava em 120 000 antes da Segunda Guerra Mundial, restam cerca de 2 300. A língua oficial é o eslovaco, língua pertencente às línguas eslavas, mas o húngaro também é muito falado no sul e desfruta de estatuto de co-oficial em algumas regiões.

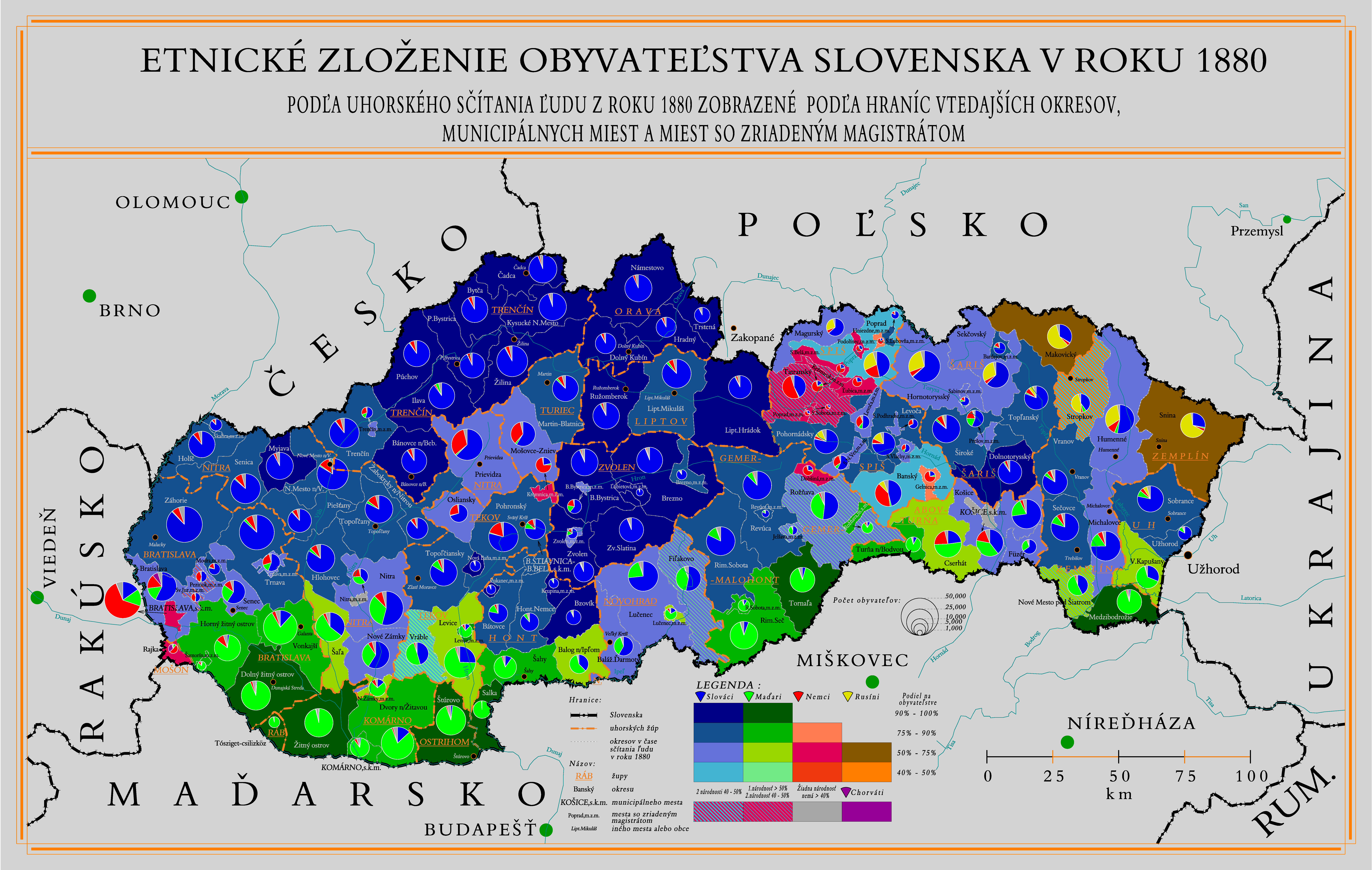